# Peter Kuiper
Peter "Pit" Kuiper, all'anagrafe Pieter Kuiper (Langsa, 30 marzo 1929 – Berlino, 28 settembre 2007), è stato un attore olandese naturalizzato tedesco, che fu attivo principalmente in campo televisivo.
Nel corso della sua carriera, tra cinema e - soprattutto - televisione, partecipò ad una cinquantina di differenti produzioni, a partire dalla fine degli anni cinquanta.
Tra i suoi ruoli principali, figurano quello di Julio Amarco nel film TV Kampf um Kautschuk (1967), quello del Sergente Traub nel film Il segreto di Santa Vittoria (1969), quello di Shark nel film Otto - Der Film (1985), ecc. Era inoltre un volto noto al pubblico per essere apparso come guest-star in varie serie televisive, in particolare L'ispettore Derrick.
In alcune produzioni è accreditato con il nome di Pieter Kuiper.

## Filmografia parziale

### Cinema
- Arzt aus Leidenschaft (1959) - ruolo: Toni
- Quella sporca storia di Joe Cilento (1965) - Bob
- Il segreto di Santa Vittoria (1969) - Sergente Traub
- Un uomo da rispettare (1972) - Gustav
- Jorden runt med Fanny Hill (1974) - Anthony Pomodori
- Otto - Der Film, regia di Xaver Schwarzenberger (1985) - Shark
- Until Death (2007) - gangster

### Televisione
- Stahlnetz - serie TV, 1 episodio (1960)
- Willy - film TV (1962)
- Das Kriminalmuseum - serie TV, 1 episodio (1965)
- Hafenpolizei - serie TV, 1 episodio (1966)
- Der Fall der Generale - film TV (1966)
- Die fünfte Kolonne - serie TV, 1 episodio (1967)
- Kampf um Kautschuk - film TV (1967) - Julio Amarco
- Der Fall Tuchatschewskij - film TV (1968)
- Der Kommissar - serie TV, 1 episodio (1970) - Klenze
- Land - film TV (1972)
- Tatort - serie TV, 1 episodio (1974) - Hermann Koltasch
- L'ispettore Derrick - serie TV, ep. 02x02, regia di Alfred Weidenmann (1975) - Hugo Hase
- Die schöne Marianne - serie TV, 1 episodio (1975)
- Der Kommissar - serie TV, 1 episodio (1975) - Albert Kempe
- Eurogang - serie TV, 1 episodio (1975)
- L'ispettore Derrick - serie TV, ep. 04x05, regia di Zbyněk Brynych (1977) - Hugo Hase - Sig. Minsch
- Eine Frau bleibt eine Frau - serie TV (1978)
- Es begann bei Tiffany - film TV (1979) - Udo Kolonko
- Der Idiot im Hintergrund - film TV (1979)
- Parole Chicago - serie TV, 1 episodio (1979)
- I.O.B. Spezialauftrag - serie TV, 1 episodio (1980)
- Berlin Alexanderplatz - miniserie TV (1980)
- Squadra speciale K1 - serie TV, 1 episodio (1981)
- L'ispettore Derrick - serie TV, ep. 08x09, regia di Michael Braun (1981) - Walter Buschmann
- Collin - film TV (1981) - Prof. Gerlinger
- Brückenschläge - film TV (1983)
- Tatort - serie TV, 1 episodio (1984) - Nante
- Abgehört - film TV (1984)
- L'ispettore Derrick - serie TV, ep. 12x03, regia di Theodor Grädler (1985) - Alwin Docker
- L'ispettore Derrick - serie TV, ep. 12x11, regia di Theodor Grädler (1985) - Albert Sussloff
- Il commissario Köster (Der Alte) - serie TV, 1 episodio (1986) - Hans Barrig
- Liebling Kreuzberg - serie TV, 1 episodio (1986)
- Detektivbüro Roth - serie TV, 1 episodio (1986)
- Die Stadtpiraten - film TV (1986) - Capitano Popchick
- L'ispettore Derrick - serie TV, ep. 17x03, regia di Zbyněk Brynych (1990) - oste
- Blaues Blut - miniserie TV (1990)
- Viel Rummel um den Skooter - serie TV (1991)
- Im Namen des Gesetzes - serie TV, 1 episodio (1994)
- Il commissario Kress (Der Alte) - serie TV, 1 episodio (2000) - Hartwig Voge
- Das unbezähmbare Herz - film TV (1994)
- L'ispettore Derrick - serie TV, ep. 23x03, regia di Helmuth Ashley (1996) - oste
- Il nostro amico Charly - serie TV, 1 episodio (2004)

## Premi e riconoscimenti
- 1975: Premio come attore dell'anno per il ruolo di Hugo Hase nell'episodio della serie L'ispettore Derrick intitolato "L'ultima corsa da Monaco" (Tod am Bahngleis)[1]